# Calipso (cómic)
Calipso es un personaje que aparece en los cómics estadounidenses publicados por Marvel Comics, generalmente como la enemiga de Spider-Man. Ella es una sacerdotisa vudú que utiliza pociones mágicas y ocasional amante y compañera de Kraven el Cazador.
Es interpretada por Ariana DeBose en la película Kraven the Hunter (2024),  parte del Universo Spider-Man de Sony.

## Historial de publicaciones
Apareció por primera vez en Amazing Spider-Man #209 y fue creada por Denny O'Neil y Alan Weiss.
Calipso apareció inicialmente como un personaje secundario The Amazing Spider-Man # 209 y Peter Parker, The Spectacular Spider-Man # 65, donde era aliada del enemigo de Spider-Man, Kraven el Cazador. Después de la muerte de Kraven, Calipso embrujó al Lagarto para que la ayudara a atacar a Spider-Man en Spider-Man Vol. 1, # 1-5, luego hizo apariciones especiales en Daredevil Vol. 1, # 310-311 y Daredevil Annual Vol. 1, # 9. Calipso apareció a continuación en Web of Spider-Man Vol. 1, # 109-110 y Spider-Man Annual 1997, y fue asesinada en una historia que abarcaba The Spectacular Spider-Man Vol. 1, # 249-253.

## Biografía del personaje ficticio
Calipso era una sacerdotisa vudú anónima de nacionalidad haitiana. Ella era una psicópata que estaba asociada con Sergei Kravinoff. Calipso parecía disfrutar a llevar a Kraven en arrebatos de ira y fomentar su odio al Hombre Araña, que al final condujo a Kraven al suicidio en La última cacería de Kraven.
Cuando el artista Todd McFarlane comenzó a escribir el nuevo cómic de Spider-Man en 1990, comenzó con el  Tormento que corría a través de los cinco primeros temas. McFarlane transformó a Calipso en una amenaza peligrosa para el Hombre Araña. La explicación de los poderes sobrenaturales de Calipso fue el sacrificio de su hermana menor. Ella utiliza sus habilidades para mantener al Dr. Connors, El Lagarto, en sus manos, y los dos casi tuvieron éxito en asesinar al Hombre Araña. Sin embargo, el lanzarredes logró vencerlos a los 2, y Calipso fue asesinada al parecer.
Calypso resurge secuestrando a refugiados haitianos, convirtiendo a algunos en esclavos zombis y vendiendo el resto al gobierno de su patria. Sus acciones la ponen en conflicto con Daredevil y su doppelganger de Infinity War, Hellspawn. Calipso cautiva brevemente a Daredevil, pero él es capaz de liberarse de su control, y ella aparentemente muere una vez más cuando los espíritus de aquellos a los que convertía en zombis la abrumaban. Engañando a la muerte una vez más, Calipso huye a Nueva Orleans, donde su obsesión con la nigromancia la lleva al lugar de descanso de Simon Garth, un zombi consciente de sí mismo. Reviviendo a Garth, Calipso prueba sus habilidades y lo enfrenta a Hellspawn, aunque finalmente se libera de su control y se aleja, dejando uno de sus amuletos de Damballah con Calipso.
Calipso posteriormente irrumpe en la Bóveda e intenta hacer que la lagartija encarcelada sea su sirvienta otra vez, pero él la resiste y la embauca. El Amuleto de Damballah, en el que Calipso transfirió su alma mientras moría, termina en posesión de Glory Grant, quien posee Calipso. A pesar de la interferencia del Hombre Araña llamados Garth y Shotgun, Calipso logra exhumar su propio cadáver y revivirse con el Amuleto de Damballah.
Al mando del Escuadrón Salvajes, atacó más tarde al Hombre Araña, Alyosha Kravinoff, el hijo del original Kraven el Cazador. Deseosa de vengarse por haber perdido a Sergei, usó sus poderes para llevar al Hombre Araña y Alyosha a luchar entre ellos. El Hombre Araña y Alyosha lucharon contra su hechizo y compartieron un apretón de manos. Alyosha dijo que sostendría Calipso en su mansión, por lo que la villana podría decirle acerca de su padre perdido hace mucho tiempo. Sin embargo, Alyosha mató a Calipso en su lugar.

## Poderes y habilidades
Calipso estaba bien versada en la religión y la práctica del vudú. A menudo utiliza los tambores del vudú, pociones y hechizos. Calipso utiliza el control mental, la resurrección, y los venenos.

## Otras versiones

### What If
Un problema de ¿What If? que hizo la pregunta "¿Qué pasa si Spider-Man mató al lagarto?" tenía Calipso en él. Cuando Spider-Man se ve obligado a matar al Lagarto en una versión alternativa del arco argumental " Tormento ", Calipso se acerca al angustiado hijo del Lagarto,  Billy Connors, y le ofrece la oportunidad de vengarse de Spider-Man a través de una poción que lo hará "justo como papi."

## En otros medios

### Televisión
- Un personaje inspirado y apodado Calypso llamada Dra. Mariah Crawford aparece en Spider-Man: La serie animada, con la voz de Susan Beaubian. Esta versión es una científica investigadora que estaba comprometida con Sergei Kravinoff antes de que un suero hecho por un colega lo transformara en Kraven el Cazador. A lo largo de la serie, ella ayuda a Spider-Man y Kraven en sus aventuras, como crear una cura para la mutación Man-Spider del primero, hasta que contrae una plaga africana que estaba ayudando a combatir. En un esfuerzo por salvarla, Kraven le inyectó el mismo suero que usó con él. Sin embargo, a su regreso a Nueva York, Crawford se transforma en un monstruo salvaje. Eventualmente, Kraven une fuerzas con Spider-Man y la Gata Negra para someter a Crawford y administrar una cura creada por el Dr. Curt Connors, que restaura parcialmente la forma humana de Crawford y restaura completamente su razonamiento. Aceptando en lo que se ha convertido, ella y Kraven se van de Nueva York a la naturaleza salvaje de África.
- Calipso aparece en The Spectacular Spider-Man episodio, "Pruebas Destructivas" con la voz de Angela Bryant.[18] En esta serie, Calipso es la amante de Kraven, y hay indicios de que ella es una sacerdotisa vudú. Ella presenta a Kraven imágenes de Spider-Man de un misterioso amigo americano, y lo alienta a ir a Nueva York y perseguirlo. Tras el primer intento de Kraven en matar a Spider-Man, de repente aparece con una túnica y le dice: "¿Necesitas de mí, amor?". Afirma que no la llamó y rechaza su oferta de ayudar. Después de la segunda derrota de Kraven a manos de Spider-Man, Calipso lo rescata y revela que su amigo se ha revelado a sí mismo - es el Maestro Planificador, quién le pregunta a Kraven si le gustaría a cazar en grupo.

### Película
- Calypso aparece en la película del Universo Spider-Man de Sony Kraven the Hunter (2024), interpretada por Ariana DeBose de adulta.[19]y Diaana Babnicova de niña. Esta versión recibió una poción de su abuela que luego usaría para salvar la vida de Sergei Kravinoff y otorgarle las habilidades de los mayores depredadores de la naturaleza. Dieciséis años después, ella se ha convertido en una exitosa abogada y una maestra de arquería al reunirse con Sergei (ahora conocido como Kraven) y ayudarlo en la búsqueda de los criminales de su lista.

### Videojuegos
- Calipso aparece com un jefe secreto al final del videojuego Spider-Man 2.

- Calipso también aparece como una villana que ayuda a Kraven el cazador en  Spider-Man 3 con la voz de Angela V. Shelton. Ella le da varias pociones y muta al Lagarto en una forma aún más grande y más monstruosa.

- Una versión Noir de Calipso aparece como una villana exclusiva en la versión de Nintendo DS de Spider-Man: Shattered Dimensions con la voz de Jennifer Hale. Calipso usa su fragmento de la Tabla del Orden y el Caos para levantar un ejército de zombis. Ella también espera usarlo para revivir a Kraven en un ritual. Ella más tarde es derrotada por Noir Spider-Man.